# Swinomish
Swinomish, pleme američkih indijanaca porodice Salishan, srodno Skagitima, naseljeno na sjevernom dijelu otoka Whidbey, jugu otoka Fidalgo i oko ušća rijeke Skagit u Washingtonu, a danas na rezervatu Swinomish u istoj državi u okrugu Skagit. Swinomishi se sastoje od nekoliko lokalnih skupina:
- Ho'baks, sa selima Batsa'dsali, na mjestu današnjeg Coupevillea; Ba'asats, između Coupeville i Snakelum Pointa zapadno od Long Pointa, i Tcubaa'ltced na sjevernoj strani Snakelum Pointa oko 4 milje od Coupeville.
- Kikia'los ili Kikyalus (Kik-i-allus), Na Skagit Bayu od South Fork of Skagit Rivera do sjevernog kraja Camano Islanda, sa selom na ušću Carpenter Creeka između Conwaya i Fira, i drugim zvanim Atsala'di na Camano Islandu.
- Kwa'dsakbiuk, na donjim tokovima Stillaguamish Rivera i Port Susan, sa selom na ušću Stillaguamisha.
- Skagit ili Lower Skagit (Whidbey Island Skagits), na otoku Whidbey Island, od Oak Harbora južno do Snakelum Pointa, sa selom na Oak Harboru.
- Skwada'bsh,  na North Fork of Skagit River i istočnom dijelu Whidbey Islanda: sela Skwi'kwikwab na ušću North Fork of Skagit, i Tcotab na Skagit Bay.
- Swinomish vlastiti, na Padilla Bay, Swinomish Slough, i Skagit Bay. Sela: Kale'kut, Sde'os (blizu Lone Tree Pointa), Shuptada'tci (na Swinomish Slough 3 milje od La Conner), i još jedno selo na Sullivan Slough istočno od La Connera.

## Ime
Ime plemena Swinomish dolazi po jednom selu (Swanton).

## Jezik
jezik Swinomish Indijanaca srodan je onima kojima se služe plemena Skagit i Snohomish, i pripadaju skupini Lushutseed, porodica Salishan.

## Povijest
Područje Puget Sounda, domovine ovih Indijanaca, istraživali su kapetan George Vancouver i poručnik Peter Puget, po kojem je ovaj morski tjesnac i imenovan. Do većeg utjecaja na Indijance doći će ipak tek kasnije, točnije njihovom misionizacijom 1850. koju je proveo otac Casimir Chirouse. Pet godina kasnije (1855), dana 22 siječnja, potpisan je ugovor  'Point Elliot Treaty'   s guvernerom teritorija Washington i super-intendantom za Indijanske poslove, Isaac I. Stevensom, po kojem Indijanci moraju otići na rezervate. Ovaj ugovor potpisuju i Seattle poglavica Duwamisha i Suquamisha, Patkanim, poglavica plemena Snoqualmie, kao i poglavice ostalih plemena, među kojima i plemena Kikyalus i Swinomish. Na rezervatu danas kao konfederacija plemena žive Indijanci Samish, Kikyalus, Lower Skagit i Swinomish, a 2004. bilo ih je nešto manje od 800. 
Swinomishi nisu bili nikada brojni, a 1770., po procjeni bilo ih je tek 700, da bi im broj na svega 56 spao 1910. godine; 200 (1937.); 750 (2000.).

## Etnografija
Swinomishi imaju kulturu Indijanaca Sjeverozapadne obale, i ekonomija im se temelji na ribolovu (losos), sakupljanju školjaka, lovu na tuljana, kopanju korijenja i sakupljanju bobica. Poput ostalih Sjeverozapadnih plemena okolnih Obalnih Salishana imaju razvijeno drvorezbarstvo, uključujući i izradu velikih drvenih kuća od cedrovine i kanue. 
Cedarovina je imala najvažniju ulogu u materijalnoj kulturi Swinomisha. Sredinom 1980. Daryl VanderPol i Mike Cuperus, otkrili su šetajući duž delte Skagita komad drveta koji je bio dio prethistorijskog vertikalnhg tkalačkog stana na kojima su se tkali pokrivači od pseće dlake. Plemena Puget Sounda i prolaza Juan de Fuca uzgajali su posebnu vrst pasa s vunastom dlakom,  koje su držali odvojeno od ostalih pasa. Ove pse su šišali nekoliko puta godišnje oštrim britvama od školjaka

## Swinomish danas
Swinomishi su danas konfederacija koja se sastoji od bandi ili plemena Samish, Kikiallus, Lower Skagit i Swinomish. Plemenska zajednica Swinomish je suverena zajednica čiji su članovi koji žive na području rezervata, podložni zakonu plemenskog governmenta (Swinomish Indian Senate), koji se sastoji se od 11 članova s mandatom od pet godina. Rezervat se prostire na 10 četvornih milja

## Vanjske poveznice
- Swinomish Indian Tribe
- Swinomish Indian loom piece discovered in 1985
- Swinomish Tribe  Arhivirana inačica izvorne stranice od 18. lipnja 2007. (Wayback Machine)